# Ткачук, Эрнесто Карлосович
Эрнесто Карлосович Ткачук (17 сентября 1994, Мариуполь) — украинский баскетболист, выступающий на позиции разыгрывающего защитника.

## Биография
Эрнесто Ткачук — воспитанник мариупольского баскетбольного клуба «Азовмаш». Выступал за дубль мариупольского БК «Азовмаш», в котором установил рекорд в чемпионате дублеров, отдав 18 результативных передач. Выступал также за «ДнепрАзот», «Кремень», «Днепр», «Запорожье» и «Одессу».
В сезонах 2020/2021 и 2022/2023 выступал за белорусский «Рубон», а в сезоне 2023/2024 — за «Гродно-93».

## Достижения
- Серебряный призёр чемпионата Белоруссии (1): 2023/2024.
- Финалист Кубка Белоруссии (1): 2023.